# Épistémologie historique
Le terme 'épistémologie' est sujet à diverses interprétations, clarifiées dans l'article épistémologie.
Ne doit pas être confondu avec épistémologie de l'histoire.
L'épistémologie historique est un courant philosophique situé à l'intersection de l'Histoire des sciences et de la philosophie des sciences reprenant des idées venues d'horizons différents. Elle explore les changements dans le développement des connaissances scientifiques à travers le temps, en intégrant à la fois des perspectives historiques et philosophiques. Ce champ s'intéresse particulièrement aux façons dont les contextes scientifiques, culturels et sociaux influencent les théories et pratiques scientifiques et sont influencés par elles. L'épistémologie historique se distingue par sa critique de l'idée de progrès linéaire en science, mettant plutôt l'accent sur les ruptures et discontinuités dans l'histoire des sciences. Au sujet de ce courant, on a pu parler aussi d'une « école française de l'épistémologie historique ».
Auguste Comte est parfois considéré comme l'un des premiers philosophes à soutenir qu'une approche historique des sciences est nécessaire pour les comprendre. Les grands représentants de ce courant épistémologique sont Abel Rey, Gaston Bachelard, Alexandre Koyré, Georges Canguilhem, Louis Althusser, Thomas Kuhn et Ian Hacking.

## Histoire

### Précurseurs
Hegel un précurseur de l'épistémologie historique. En effet, il conçoit le chemin de la pensée comme une histoire dialectique, qui progresse à coup de négations et de dépassement des contradictions. Le spécialiste Vincent Bontems rappelle, à la suite de Jean-Jacques Wunenburger, que l'épistémologie historique se sert librement des apports dialectiques de Hegel, Marx et Hamelin.
Ainsi, Hegel et Comte après lui ont tous deux influencé l'épistémologie historique en France, en la personne de Gaston Bachelard qui revendique l'héritage de la dialectique hégélienne et qui modifie le positivisme comtien dans un sens, selon lui, plus ouvert. Alexandre Koyré, l'autre tenant de l'épistémologie historique de l'époque, fait partie, après Victor Cousin et avant Alexandre Kojève, des philosophes qui introduisent la pensée de Hegel en France.

Le positivisme d'Auguste Comte met l'accent sur l'histoire des sciences avec sa loi des trois états (théologique, métaphysique et positif). Jean-François Braunstein montre que la conception comtienne de l'histoire des sciences influence l'épistémologie historique française du XXe siècle. Comte considère qu'une science ne peut être maîtrisée si nous n'en connaissons pas l'histoire : 
« Ainsi, nous sommes certainement convaincus que la connaissance de l'histoire des sciences est de la plus haute importance. Je pense même qu'on ne connaît pas complètement une science tant qu'on n'en sait pas l'histoire. »

### L’épistémologie historique en France
La philosophie bachelardienne apparaît à l'aube de la Seconde Guerre mondiale. Gaston Bachelard considère que l’histoire fait partie de la philosophie, et la philosophie est la base de la compréhension des sciences. Les sciences sont faites d’expériences qui apportent des conclusions nouvelles à des savoirs anciens. Cette vision entre en conflit avec la pensée positiviste du Cercle de Vienne ainsi que celle d'Auguste Comte.

L'épistémologie historique de Bachelard insiste sur la notion de rupture épistémologique : selon elle, le passage d'une théorie scientifique à une autre ne se fait pas par accumulation de connaissances ou par augmentation de la précision des calculs et des expérimentations, mais par généralisation qui fait violence aux principes de la théorie précédente. Gaston Bachelard, dans Le Nouvel Esprit scientifique, prend l'exemple en mathématiques du passage de la géométrie euclidienne à la géométrie de Lobatchevski, et en physique du passage de la théorie newtonienne à la théorie einsteinienne de la gravitation. Bachelard écrit que l'« histoire de la pensée scientifique » est faite de « révolutions générales ». Il ajoute : 
« [...] ce qui fait la structure ce n'est pas l'accumulation ; la masse des connaissances immuables n'a pas l'importance fonctionnelle que l'on suppose. Si l'on veut bien admettre que, dans son essence, la pensée scientifique est une objectivation, on doit conclure que les rectifications et les extensions en sont les véritables ressorts. C'est là qu'est écrite l'histoire dynamique de la pensée. »
Louis Althusser transforme la rupture épistémologique bachelardienne en « coupure épistémologique ».
Même si Bachelard n'influence pas directement l'épistémologue Thomas S. Kuhn, ce dernier est un lecteur d'Alexandre Koyré et soutient des positions proches de l'épistémologie historique, avec son concept de révolution scientifique. Kuhn tout comme les épistémologues français ont ceci de commun qu'ils rompent avec la vision continuiste (par accumulation et précision) de l'histoire des sciences qui est celle du positivisme, positivisme français d'Auguste Comte et néopositivisme autrichien du Cercle de Vienne.

### Le Cercle de Vienne: une codification de la pensée scientifique
Le Cercle de Vienne est un groupement de scientifiques qui se réunit en 1923 dans le but d'entamer une réflexion sur la science, le discours de la science et la philosophie de la science. Ces réflexions ont abouti à l'élaboration du positivisme logique. Il s'agit d'un courant de pensée philosophique qui s'appuie sur de nouvelles conceptions de la pensée scientifique qui émergent au début du XXe siècle et qui se basent sur les mathématiques ainsi que la physique. Ce positivisme logique va se propager jusqu'en Amérique et dans toute l'Europe et deviendra l'une des idées maîtresses dans l'analyse des sciences.

### Congrès Descartes (1937)
Les idées du Cercle de Vienne sont à la base de différentes analyses sur la place de la philosophie dans la science. Le Congrès Descartes de 1937 a permis d'aller plus loin dans la réflexion sur la différenciation entre épistémologie historique et positivisme. Georges Canguilhem va accentuer la réflexion vers le concept d'une philosophie des sciences.

### École anglo-saxonne
À partir de 1970, Thomas Kuhn, un philosophe des sciences américain, va se dégager du positivisme logique né du cercle de Vienne car il considère que cette réflexion est trop étroite pour analyser un fait historique. Il va plutôt s'orienter vers un post-positivisme qui engendre des méthodes historiques dans l’analyse scientifique. Celle-ci se basera sur l'idée que l'étude d'une science doit se faire à partir de sa constitution en tant qu'institution. Il va donc s'établir dans une réflexion autour de l'histoire des sciences pour étudier la science en elle‑même.

### XXIesiècle: crise de réflexion sur le concept d’épistémologie historique
En partant des réflexions d'Auguste Comte et du Cercle de Vienne, le positivisme va se propager dans le monde entier et va entraîner avec lui des interprétations différentes. C'est au XXIe siècle que, face aux innombrables interprétations, l'école française, restée sur les idées de Gaston Bachelard, va tenter de revenir à la base afin de reconstruire une définition de l'épistémologie historique, nourrie des diverses interprétations internationales. Au début du XXe siècle, Abel Rey avait déjà écrit sur les différents courants naissants s'inspirant du positivisme, et mettait en avant l'incapacité d'allier analyse, philosophie et sciences. Ian Hacking est un épistémologue qui a mis en avant différents courants qui ont en commun la notion encore naissante d'épistémologie historique, afin de prouver que les méthodes différentes de ces divers courants se complètent.

## Postérité
Dominique Lecourt et Jean-François Braunstein sont des continuateurs et des spécialistes de l'épistémologie historique. Dominique Lecourt voit en Bachelard le fondateur de l'épistémologie historique, continuée par Canguilhem et Foucault,.
Quant à Braunstein, il trace une lignée de l'« école française de l'épistémologie historique » qui va de Comte et Abel Rey jusqu'à Canguilhem et qui se prolonge dans le monde anglo-saxon avec Ian Hacking.

## Enjeux contemporains
Plusieurs groupes d’études en épistémologie de l’histoire se sont constitués, à l’image du carnet virtuel « Épistémologie historique, Traditions and Methods of Historical Epistemology », dont le but est de publier les travaux de chercheurs et d’organiser des colloques sur le sujet.